# Estação Liublino
Liublino (em russo:  Люблино́ ) é uma das estações da linha Liublinsko-Dmitrovskaia (Linha 10) do Metro de Moscovo, na Rússia. A estação «Liublino» está localizada entre as estações «Bratislavskaia» e «Voljskaia».